# Dorila Antommarchi
Dorila Antommarchi de Rojas (Cúcuta, década de 1850-Cúcuta, 1923) fue una poetisa, escritora y pintora, publicó numerosos poemas y en ocasiones utilizó el seudónimo de Colombiana. Todos sus poemas aparecen en diversas antologías. Sus hermanas, Hortensia y Elmira Antommarchi, también fueron poetas publicadas.
Falleció en Cúcuta, Colombia, en su ciudad nativa.

## Obras
- Poesías (coautoras: Hortensia Antommarchi de Vásquez y Elmira Antommarchi). Editorial de Cromoa, 1930 - 388 p.